# Foi um Milagre
Foi um Milagre é uma cantata de natal, de John W. Peterson, em forma de medley. Mais usada em corais líricos evangélicos.

## Músicas
1. Noite de Milagres
2. Que Graça é Essa?
3. O Milagre do Nascimento
4. Não há Lugar
5. Ouçam Anjos a cantar
6. Dorme, Santo menino
7. Onde está o Rei?

Alguns maestros invertem a ordem das músicas, seguindo a lógica da história do Nascimento de Jesus, como abaixo:
1. Noite de Milagres
2. Que Graça é Essa?
3. O Milagre do Nascimento
4. Nao há Lugar
5. Dorme, Santo menino
6. Onde está o Rei?
7. Ouçam anjos a cantar